# Aladár Körösfői-Kriesch

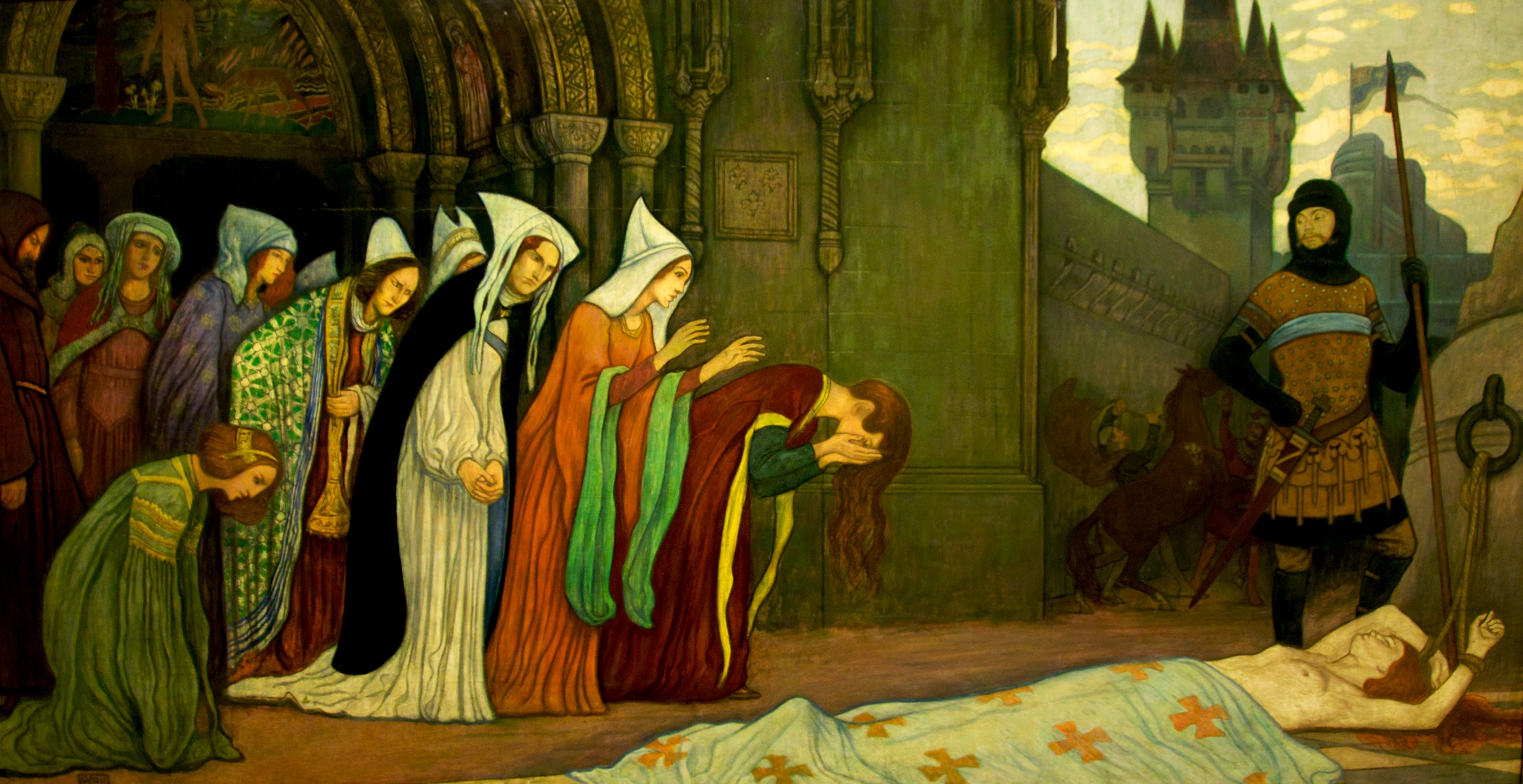
La historia de Klára Zách II (1911), Galería Nacional Húngara, Budapest

Aladár Körösfői-Kriesch (Buda, 29 de octubre de 1863-Budakeszi, 16 de junio de 1920) fue un pintor modernista húngaro. 

## Biografía
Era hijo del biólogo y zoólogo János Kriesch. Fue discípulo de Bertalan Székely y Károly Lotz. Junto a Sándor Nagy fue el fundador de la colonia de artistas de Gödöllő, que introdujo el modernismo y secesionismo en Hungría. Su estilo se caracteriza por el contraste de formas planas y figuras bien definidas anatómicamente, con cierta influencia de Gustav Klimt y del nazareno Melchior Lechter. Su obra denota cierto clasicismo, con un cromatismo frío que contrasta con su gusto por el color dorado.